# Síndrome del pañal azul
El síndrome del pañal azul es una enfermedad causada por un defecto hereditario que impide la absorción del triptófano, lo que provoca hipercalciuria y nefrocalcinosis. La degradación del triptófano en las vías digestivas, producto de la actividad bacteriana supone una creación excesiva de indol e indicán, lo que producto de la oxidación, produce un color azul índigo en la orina de los pacientes con esta aflicción.

## Etiología
El síndrome del pañal azul es una enfermedad hereditaria poco común, de transmisión autosómica recesiva o recesiva ligada al cromosoma X, aunque la herencia recesiva no ha sido completamente descartada. El defecto en la absorción de triptófano puede estar asociada a mutaciones en los genes LAT2 y TAT1, que codifican dos transportadores de aminoácidos.
Los síntomas del síndrome del pañal azul pueden incluir irritabilidad, estreñimiento, falta de apetito, vómitos, y la incapacidad para crecer y ganar peso (dificultad en el crecimiento). Algunos niños con síndrome del pañal azul pueden ser propensos a presentar fiebre de manera frecuente y adquirir infecciones intestinales.
Otros síntomas pueden incluir mala visión y niveles anormalmente altos de calcio en la sangre (hipercalcemia). Este exceso de calcio circulante se deposita gradualmente en los riñones (nefrocalcinosis) pudiendo conducir a un cuadro de insuficiencia renal, así mismo, algunos pacientes pueden presentar anormalidades oculares, como el subdesarrollo del disco óptico (hipoplasia) , movimientos oculares anormales, y una córnea más pequeña de lo normal (microcórnea).

## Diagnóstico
Este es llevado a cabo, en primera instancia, por la evidencia a observar en el historial clínico del paciente, constatando la sintomatología relacionada con el sistema excretor, cantidad de calcio en la sangre, y, en los exámenes de orina que se deberá llevar a cabo, se observará un aumento del ácido 5-hidroxiindolacético, indol e indicán.

## Tratamiento
A los pacientes con este síndrome se les recomienda restringir su dieta de calcio (prevención del daño renal) así mismo baja en proteínas y vitamina D. también se administrarán algunos antibióticos para eliminar o reducir ciertas bacterias intestinales. El ácido nicotínico es también utilizado para controlar estas infecciones intestinales. En conjunto a estas medidas, se deberán evitar los alimentos altos en triptófano, como la carne de pavo y la leche caliente.